# Da Monleale
Da Monleale è un dipinto a olio su cartone di Giuseppe Pellizza da Volpedo realizzato negli anni 1890-1891. 
Le sue dimensioni sono 14,3×24,3 cm.

## Storia e descrizione
L'opera presenta sul retro, al centro, un'iscrizione autografa della figlia dell'artista, Nerina Pellizza, con la scritta "Dichiaro questo bozzetto essere opera di mio padre il pittore Giuseppe Pellizza da Volpedo. In fede Nerina Pellizza Volpedo 20-9-938-XVI".
Inoltre è presente il numero 72 tracciato con un pastello colorato azzurro. Questa numerazione fa riferimento all’inventario delle opere di Pellizza da Volpedo ritrovate nel suo Studio alla sua morte e redatto dal notaio Palmana.
Il dipinto, in ottime condizioni, è esposto nello Studio-Museo di Pellizza da Volpedo, proprio ove è stato creato, nella cittadina di Volpedo stessa.
Lo Studio-Museo corrisponde allo Studio, adiacente alla sua abitazione, dove ha operato il pittore.